# Atrauli (ort i Indien, Aligarh)
Atrauli är en ort i Indien.   Den ligger i distriktet Aligarh och delstaten Uttar Pradesh, i den norra delen av landet, 120 km sydost om huvudstaden New Delhi. Atrauli ligger 194 meter över havet och antalet invånare är 47 512.
Terrängen runt Atrauli är mycket platt. Runt Atrauli är det tätbefolkat, med 709 invånare per kvadratkilometer. Atrauli är det största samhället i trakten. Trakten runt Atrauli består till största delen av jordbruksmark.